# Akhbarisme
 (décembre 2023).
Si vous disposez d'ouvrages ou d'articles de référence ou si vous connaissez des sites web de qualité traitant du thème abordé ici, merci de compléter l'article en donnant les références utiles à sa vérifiabilité et en les liant à la section « Notes et références ».
L’akhbarisme (en arabe : اخباري) est un courant minoritaire au sein du chiisme duodécimain. Cette branche rejette l’ijtihad et considère que seuls le Coran et les hadith doivent être utilisés.
Le mot vient de khabāra, qui signifie information ou tradition.
Ce courant est présent principalement à Bahreïn.